# Steven Sidwell
Steven James „Steve” Sidwell (ur. 14 grudnia 1982 w Wandsworth, Londyn) – angielski piłkarz grający na pozycji środkowego pomocnika w Brighton & Hove.

## Kariera piłkarska

### Arsenal
Sidwell swoją karierę zapoczątkował w piłkarskiej szkółce Arsenalu. W lidze młodzieżowej zapewnił dwukrotne zwycięstwo dla swojego klubu oraz zdobył FA Youth Cup (2000 r.). W 1999 roku został przeniesiony do drużyny seniorów. Jednak mimo dobrej gry w drużynie juniorów nie udało mu się nigdy przebić do pierwszego składu. Zawodnik nie wystąpił w ani jednym meczu ligowym. W 2001 roku Sidwell został wypożyczony do Brentford, gdzie w ciągu sezonu rozegrał 30 spotkań i strzelił 4 gole. Sezon 2002/03 spędził na wypożyczeniu w Brighton & Hove Albion. W 12 meczach strzelił 5 bramek, co sprawiło, że zainteresował się nim klub z Reading.

### Reading
Cena transferu Sidwella do Reading w styczniu 2003 roku nie została ujawniona. Piłkarz spisywał się w nowym klubie na tyle dobrze, że w 2004 roku magazyn Four Four Two wybrał go najlepszym zawodnikiem spoza Premiership. Sidwell miał swój znaczny udział w awansie Reading do najwyższej ligi w Anglii, został dzięki temu zaliczony w szeregi jedenastki roku w Championship wybieranej przez zawodowe stowarzyszenie piłkarzy.

### Chelsea
W lecie 2006 roku Sidwell odmówił przedłużenia kontraktu wygasającego po sezonie 2006/07. Swoje zainteresowanie zawodnikiem wyraziły takie kluby jak Everton, Charlton Athletic i Manchester City, jednak działacze Reading postanowili zatrzymać go na swój pierwszy sezon w Premiership. W efekcie w lecie następnego roku kontrakt Sidwella wygasł i mógł przejść do innego klubu na zasadzie wolnego transferu. Spośród kilku ofert Sidwell wybrał tę zaproponowaną przez Chelsea. Oficjalnie został zawodnikiem The Blues 1 lipca 2007 roku. Wystąpił w 15 meczach i zdobył jedną bramkę, przeciwko Hull City.

### Aston Villa
Po roku gry w Chelsea Steve Sidwell opuścił Stamford Bridge. 25-letni pomocnik podpisał kontrakt z Aston Villą. Piłkarz kosztował władze Aston Villi pięć milionów funtów. Środkowy pomocnik zdecydował się na przeprowadzkę, gdyż nie widział szans na częstsze występy w podstawowym składzie i liczył, że w nowym klubie będzie miał więcej okazji do gry. Oficjalnie stał się piłkarzem Aston Villi 9 lipca 2008 roku.

### Fulham
7 stycznia 2011 podpisał półroczny kontakt z Fulham z opcją przedłużenia na 3 lata.

### Stoke City
Wraz z nieoczekiwanym spadkiem Fulham do Championship, 9 czerwca 2014 roku Sidwell podpisał dwuletni kontrakt ze Stoke City F.C.